# Bob Esponja: la película
Bob Esponja: La película (título original: The SpongeBob SquarePants Movie) es una comedia animada de aventuras estrenada en 2004 y basada en la serie de televisión Bob Esponja. Stephen Hillenburg, creador de la serie, la dirigió, coescribió y coprodujo en su debut como director. El reparto incluye a las voces habituales de Tom Kenny, Bill Fagerbakke, Clancy Brown, Rodger Bumpass, Mr. Lawrence, Jill Talley, Carolyn Lawrence y Mary Jo Catlett. Alec Baldwin, Scarlett Johansson y Jeffrey Tambor aportan las voces de nuevos personajes, mientras que David Hasselhoff aparece en acción real interpretándose a sí mismo. La trama sigue a Plankton, quien diseña un plan para desacreditar a su rival Mr. Krabs, robar la fórmula secreta de las Cangreburgeras y dominar el mundo. Para ello, se apodera de la corona del Rey Neptuno e inculpa a Mr. Krabs del crimen. Bob Esponja y Patricio emprenden un viaje hacia Ciudad Almeja para recuperar la corona, salvar a Mr. Krabs y frustrar los planes de Plankton.
En 2002, Hillenburg aceptó una propuesta de Paramount Pictures para adaptar Bob Esponja al cine, tras rechazarla varias veces el año anterior. Reunió un equipo de guionistas integrado por Derek Drymon, Tim Hill, Kent Osborne, Aaron Springer y Paul Tibbitt, además de él mismo. El guion se estructuró como un viaje del héroe que llevaría a Bob Esponja y Patricio a la superficie. Originalmente, la película serviría como final de la serie, pero Nickelodeon decidió producir más episodios debido a su éxito, lo que llevó a Hillenburg a dejar el puesto de showrunner, siendo reemplazado por Tibbitt. 
Bob Esponja: La película se estrenó en Los Ángeles el 14 de noviembre de 2004 y en Estados Unidos el 19 de noviembre. Obtuvo críticas positivas y recaudó 141 millones de dólares a nivel mundial, convirtiéndose en la séptima película animada más taquillera de ese año. Posteriormente se lanzaron dos secuelas: Bob Esponja: Un héroe fuera del agua (2015) y The SpongeBob Movie: Sponge on the Run (2020). Una cuarta película, The SpongeBob Movie: Search for SquarePants, está programada para estrenarse el 19 de diciembre de 2025.

## Argumento
La película comienza con una banda de piratas que encuentra un cofre del tesoro con entradas para Bob Esponja: La película y acuden entusiasmados al cine.
En la historia principal, ambientada en la ciudad submarina de Fondo de Bikini, Mr. Krabs inaugura un segundo local de su exitoso restaurante, el Krusty Krab, junto al original. Bob Esponja, su entusiasta cocinero, espera ser nombrado gerente del nuevo establecimiento, pero Mr. Krabs elige a Calamardo Tentáculos, argumentando que Bob aún es inmaduro para el puesto. Decepcionado, el protagonista acude a la heladería Goofy Goober, donde se consuela comiendo helado con su mejor amigo, Patricio Estrella. Mientras tanto, Plankton, el rival de Mr. Krabs y propietario del impopular Chum Bucket, pone en marcha su «Plan Z». Roba la corona del Rey Neptuno, la envía a Ciudad Almeja e incrimina a Mr. Krabs por el robo. Neptuno confronta a Mr. Krabs en el Krusty Krab 2 y, convencido de su culpabilidad, lo congela. Bob Esponja, sintiéndose culpable tras haber actuado de forma infantil, se ofrece a recuperar la corona en seis días para salvar a Mr. Krabs de ser ejecutado. Con la ayuda de Mindy, la hija de Neptuno, Bob y Patricio emprenden su misión a bordo del Patty Wagon, un coche con forma de Cangreburguer.
Al salir de Fondo de Bikini, les roban el vehículo. Persiguen al ladrón hasta un bar de mala reputación, donde, tras varios contratiempos, logran recuperarlo. Mientras tanto, Plankton utiliza la fórmula de las Cangreburgueras para atraer clientes al Chum Bucket y les entrega cascos de control mental que lo ayudan a dominar Fondo de Bikini, renombrándola «Planctópolis». Además, contrata a un sicario llamado Dennis para detener a Bob Esponja y Patricio. El dúo pierde el Patty Wagon nuevamente al enfrentarse a una zanja peligrosa y considera abandonar la misión. Sin embargo, Mindy los motiva, haciéndoles creer que se han convertido en hombres al darles bigotes falsos hechos de algas. Con renovada confianza, cruzan la zanja, pero Dennis los intercepta. Tras arrancarles los bigotes, intenta aplastarlos, pero es pisado por el «Cíclope», un buzo humano, quien captura a Bob y Patricio y los lleva a una tienda de regalos llamada «Ciudad Almeja».
Allí, los coloca bajo una lámpara de calor mientras observan otros animales marinos convertidos en recuerdos. Aunque parece el fin, sus lágrimas activan el sistema de rociadores, lo que provoca un cortocircuito que los revive a ellos y a las demás criaturas. Aprovechando el caos, Bob y Patricio recuperan la corona y huyen a la playa, donde David Hasselhoff los encuentra y los ayuda a regresar a Fondo de Bikini. Dennis intenta detenerlos durante el trayecto, pero termina cayendo al mar. De vuelta en el Krusty Krab 2, Bob y Patricio llegan justo a tiempo para entregar la corona antes de la ejecución de Mr. Krabs. Plankton intenta usar un casco de control mental sobre Neptuno y toma como rehenes a los ciudadanos, pero Bob Esponja, orgulloso de ser fiel a sí mismo, utiliza el poder del rock para interpretar «Goofy Goober Rock». La canción libera a todos del control de Plankton, quien es arrestado. Neptuno descongela a Mr. Krabs y Bob Esponja es nombrado gerente del Krusty Krab 2, celebrando su victoria junto a sus amigos.

## Reparto
- Tom Kenny como Bob Esponja: es una enérgica y optimista esponja marina amarilla que vive en una piña.[3]
  - Kenny también pone voz al narrador francés, a Gary el caracol y a otros personajes.[3]
- Bill Fagerbakke como Patricio Estrella: una estrella de mar rosa, tonta pero simpática, que vive bajo una roca.[3]
- Clancy Brown como Mr. Krabs: un cangrejo rojo avaro y codicioso que dirige el Krusty Krab.[3]
- Rodger Bumpass como Calamardo Tentáculos: un pulpo malhumorado que vive en un moái de la Isla de Pascua.[3]
- Mr. Lawrence como Plankton: un pequeño copépodo verde de un solo ojo que dirige el Chum Bucket.[3]
- Alec Baldwin como Dennis: un asesino contrato por Plankton para acabar con Bob y Patricio.[3]
- Scarlett Johansson como la Princesa Mindy: la hija del Rey Neptuno.[3]
- Jeffrey Tambor como el Rey Neptuno: el gobernarte de Fondo de Bikini.[3]
- Jill Talley como Karen: la esposa informática de Plankton.[3]
- David Hasselhoff como él mismo: un surfista que ayuda a Bob y Patricio.[3]
- Carolyn Lawrence como Arenita Mejillas: una ardilla atlética y buscadora de emociones de Texas.[3]
- Mary Jo Catlett como la Señora Puff: es un puercoespín antropomorfo, que es la dueña de la escuela de navegación submarina a la que asiste Bob Esponja.[3]

Otros personajes de la serie de televisión también aparecen en la película, entre ellos Pearl Cangrejo al que pone voz Lori Alan. Otros actores son Carlos Alazraqui, Dee Bradley Baker, Sirena Irwin, Thomas F. Wilson y Joshua Seth. Aaron Hendry encarna físicamente al Cíclope, mientras que Neil Ross le pone voz. En una escena poscréditos, Mageina Tovah interpreta a una acomodadora de teatro. Los miembros del equipo Derek Drymon, Stephen Hillenburg y Aaron Springer hacen cameos vocales.

## Producción

### Desarrollo

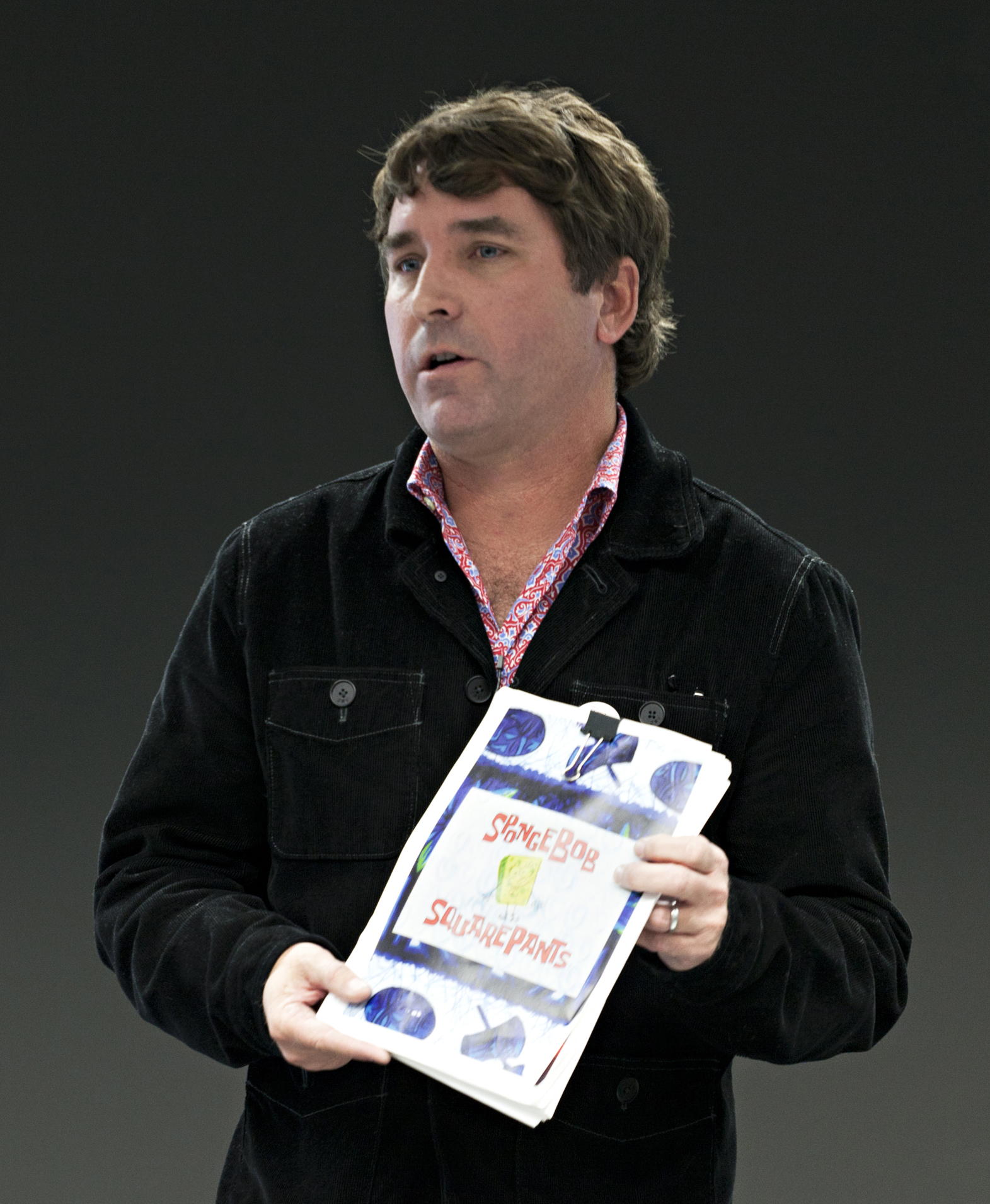
Stephen Hillenburg, creador de la serie y director de la película.

Bob Esponja: La película fue un proyecto largamente planeado. Nickelodeon y Paramount Pictures contactaron al creador Stephen Hillenburg en varias ocasiones para proponerle una adaptación cinematográfica de la serie, pero él rechazó la oferta durante más de un año. Hillenburg dudaba sobre cómo convertir a Bob Esponja y Patricio en protagonistas de una historia más cinematográfica e inspiradora sin perder lo que él denominaba su «cadencia». Su perspectiva cambió tras ver El gigante de hierro (1999) y Toy Story (1995) con su hijo. Según explicó: «Hacer una cinta de 75 minutos sobre el protagonista para querer hacer gelatina de medusa hubiera sido un error. Creo que esto tenía que ser una gran aventura. De ahí viene la comedia, tener a estos dos personajes ingenuos, Bob Esponja y Patricio, un tonto y un idiota, en esta increíblemente peligrosa odisea heroica con todas las probabilidades en su contra».
En 2002, Hillenburg y su equipo pausaron la producción de episodios tras la tercera temporada para trabajar en la película. Inicialmente, la trama giraba en torno a Bob Esponja rescatando a Patricio de un pescador en Florida, en una referencia a Buscando a Nemo (2003). Según Tom Kenny, voz del protagonista, esta idea era un argumento «de broma» para distraer a los fanáticos. Hillenburg dirigió y produjo la película, además de coescribir el guion junto a Paul Tibbitt, Derek Drymon, Aaron Springer, Kent Osborne y Tim Hill. Este proceso, que duró tres meses, se llevó a cabo en una habitación de un antiguo banco en Glendale, California. Osborne comentó: «Fue muy divertido, aunque se tornó áspero». Para inspirar al equipo, Hillenburg proyectó cortometrajes mudos de El Gordo y el Flaco, Charlie Chaplin y Buster Keaton, así como obras de Jerry Lewis y Pee-wee Herman, que influyeron claramente en la personalidad de Bob Esponja. Para la película, los guionistas desarrollaron una búsqueda mítica del héroe: la recuperación de una corona robada que lleva a Bob Esponja y Patricio a la superficie. Bill Fagerbakke, voz de Patricio, describió la trama como «una locura» y expresó su admiración por la creatividad del equipo.
Tras finalizar la película, Hillenburg consideró concluir la serie para evitar que «saltara al tiburón». Sin embargo, Nickelodeon insistió en producir más episodios. «Cuando hicimos la película en 2004 existía la preocupación de que la serie hubiera tocado techo», explicó Hillenburg. Como resultado, dejó su rol como showrunner y designó a Paul Tibbitt como su sucesor, un colaborador en quien confiaba plenamente. Tibbitt ocupó este puesto hasta 2015, cuando fue reemplazado por Vincent Waller y Marc Ceccarelli. Hillenburg continuó como productor ejecutivo de 2008 a 2018, revisando episodios y ofreciendo sugerencias. Según declaró: «Aunque sea mayor, me imagino que podré seguir pintando. No sé cómo dirigir programas». Tom Kenny, Bill Fagerbakke y otros miembros del equipo confirmaron que habían completado cuatro episodios para su emisión en 2005 y planeaban producir un total de veinte para la cuarta temporada. Hillenburg regresó como productor ejecutivo tras el estreno de la segunda película en 2015, aportando ideas creativas y participando en reuniones del equipo hasta su fallecimiento el 26 de noviembre de 2018.
En septiembre de 2003, Jules Engel, mentor de Hillenburg durante sus estudios en el Instituto de las Artes de California, falleció. Hillenburg le dedicó la película, señalando: «Fue realmente la persona artística más influyente de mi vida. Le considero mi "padre artístico"».

### Reparto

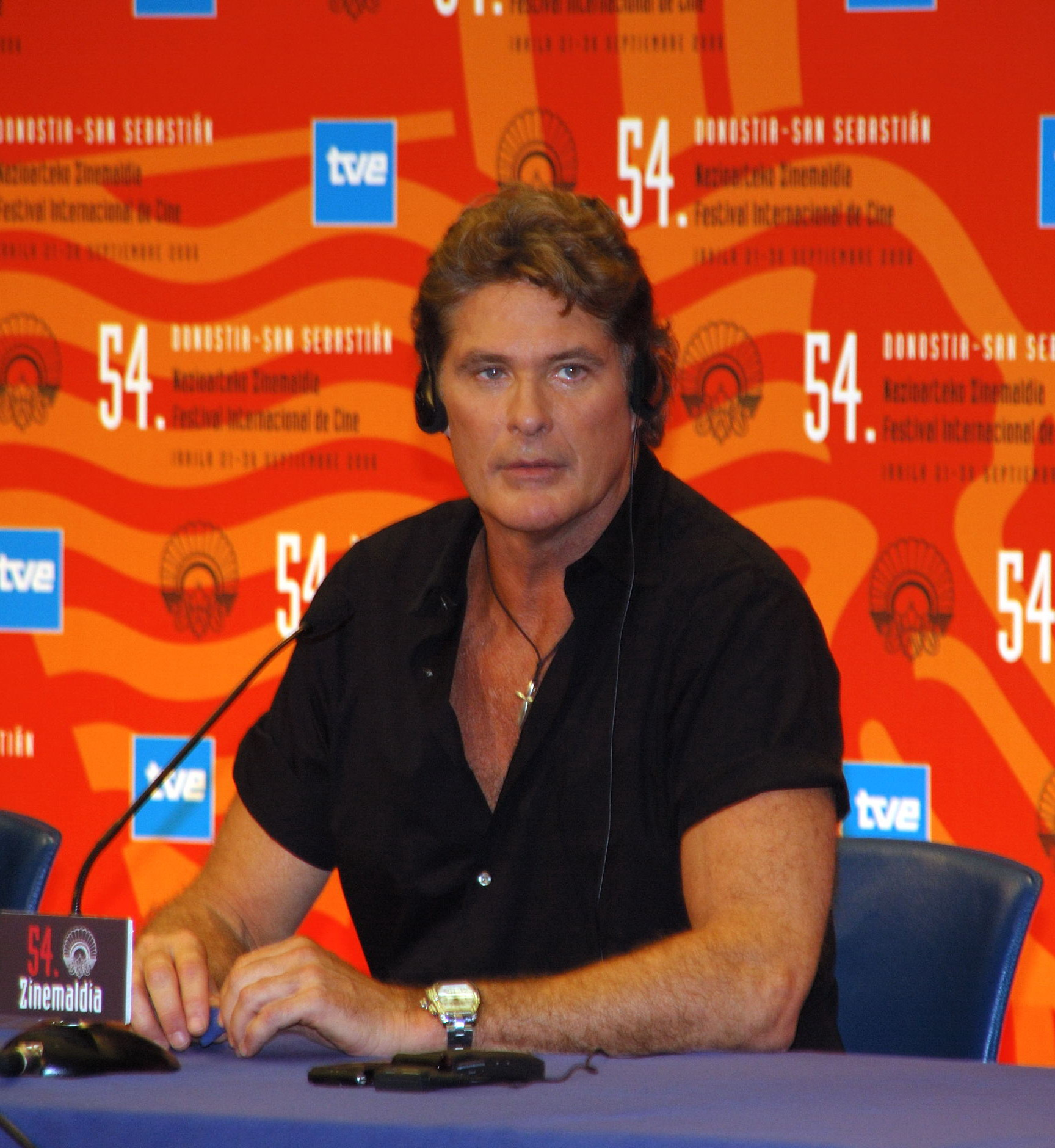
David Hasselhoff, actor destacado en algunas de las escenas de acción real.

La película está protagonizada por los principales miembros del reparto de la serie: Tom Kenny como Bob Esponja, Gary el Caracol y el narrador francés; Bill Fagerbakke como Patricio Estrella; Rodger Bumpass como Calamardo Tentáculos; Clancy Brown como Mr. Krabs; Mr. Lawrence como Plankton; Jill Talley como Karen; Carolyn Lawrence como Arenita Mejillas; Mary Jo Catlett como la Sra. Puff; y Lori Alan como Pearl Cangrejo. También cuenta con Dee Bradley Baker como Perch Perkins, Carlos Alazraqui como el escudero del Rey Neptuno, Aaron Hendry como el Cíclope y Neil Ross como la voz de este último. Además del reparto, el 23 de marzo de 2004 se anunció que Scarlett Johansson, Jeffrey Tambor y Alec Baldwin prestarían sus voces a los nuevos personajes Princesa Mindy, el Rey Neptuno y Dennis respectivamente, y que David Hasselhoff aparecería como él mismo.
Johansson aceptó el papel porque le gustaban los dibujos animados y era fanática de Ren y Stimpy. Cuando Tambor firmó para su cameo de voz, vio a su personaje (el Rey Neptuno) y bromeó: «Este soy yo». Recordó su primera caricatura, Bambi (1942): «Mi primer dibujo animado, me tuvieron que sacar llorando. Era Bambi. Es como la gran herida americana: la muerte de su madre. Corre, Bambi, corre». Stephen Hillenburg mencionó que Baldwin grabó a su personaje Dennis en un «teléfono»: «Yo no diría eso de su rendimiento. Se enfadaría si dijéramos eso. Técnicamente, era como si estuviera en otra cabina del estudio».
Hasselhoff aceptó el papel porque sus hijas, Taylor-Ann y Hayley, le insistieron: «Recibí una oferta para hacer un cameo en Bob Esponja: la película y me volví hacia mis hijas, que tenían como dieciséis y catorce años, y les dije: “¿Quién es Bob Esponja?”, y ellas dijeron: “¡Dios mío, papá, es el dibujo animado número uno del mundo, tienes que hacerlo!”». Hasselhoff disfrutó de su cameo: «Era muy divertido y hasta el día de hoy en todo el mundo los niños me paran y me dicen: “¿Eres David Hasselhoff?” porque yo era el único humano en la foto». También comentó que la película le trajo nuevos fanes: «Es increíble, muchos de los niños eran muy jóvenes y no habían visto Baywatch ni Knight Rider, así que conseguí toda una nueva legión de admiradores».

### Animación
La realización de la película incluyó varias fases, comenzando con un proceso de animación en bruto a partir de ideas dibujadas en notas Post-it. Los escritores dibujaban y trabajaban con esquemas en lugar de guiones, lo que hacía que el humor fuera más visual que verbal. Después, los diseñadores de storyboards, como Sherm Cohen, ilustraban las ideas de los guionistas. En la serie, Tom Yasumi y Andrew Overtoom se encargan de los animatics, pero Hillenburg y Drymon lo hicieron para la película. Yasumi y Overtoom fueron los directores de animación, concentrándose en las hojas. Bob Esponja: la película, al igual que el programa, se animó en los estudios Rough Draft de Corea del Sur. El trabajo se realizó semidigitalmente, con poses dibujadas a lápiz que luego se componían en maquetas en Photoshop.
El escritor y dibujante de storyboards Erik Wiese dejó la serie durante un año para trabajar en Samurai Jack y Danny Phantom, pero regresó para realizar los guiones gráficos y el diseño de personajes. «Siempre había querido ser animador de largometrajes, y en el filme me sentí como en la parte de animación de personajes», y describió la experiencia como «una explosión, como volver a casa».
Hillenburg disfrutó del proceso de realización: «La programación de televisión es apretada, y no siempre tienes mucho tiempo para laborar en tus dibujos». Apreció la animación dibujada a mano: «Creo que los dibujos son muy superiores a los de la serie de televisión», aunque el CGI estaba floreciendo en el momento de su estreno. «Se habla mucho que el 2D está muerto, y espero que la gente no piense eso. Incluso Brad Bird es partidario. Él estaría de acuerdo conmigo en que todo depende de lo que intentes contar. Hay muchas maneras de contar una historia, y lo que hace única a la animación es que hay muchos estilos con los que contar un relato». Las escenas de animación con arcilla fueron rodadas por Mark Caballero, Seamus Walsh y Chris Finnegan en Screen Novelties de Los Ángeles.

### Rodaje
La película incluye escenas de acción real dirigidas por Mark Osborne en Santa Mónica (California). El barco utilizado durante la apertura de treinta segundos, en la que los piratas cantan la canción principal, era el Bounty, una reconstrucción ampliada de 180 pies (54,9 m) de eslora del velero HMS Bounty de la Marina Real británica de 1787, construido para Mutiny on the Bounty (1962). Este barco apareció en otras películas, como La isla del tesoro (1999), Pirates of the Caribbean: Dead Man's Chest (2006) y Piratas del Caribe: en el fin del mundo (2007). En los tráileres, se utilizaron secuencias de acción real de Das Boot (1981), La caza del Octubre Rojo (1990) y U-571 (2000).
David Hasselhoff hizo un cameo en las escenas de acción real, ofreciendo a Bob Esponja y Patricio un paseo a Fondo de Bikini. El guion fue escrito originalmente sin consultar con el actor. Hillenburg estaba satisfecho con los guiones gráficos, y Sherm Cohen, el dibujante jefe de storyboards, comentó que se había estado pensando en el final durante bastante tiempo, hasta que finalmente presentó sus ideas a los otros dibujantes. Hillenburg tenía la intención de contratar a Hasselhoff, y la primera pregunta que le hizo fue: «Entonces, ¿tenemos a Hasselhoff?». Cohen respondió «No», con una sonrisa. Después, Hasselhoff aceptó el papel sin haber visto el guion. Hillenburg elogió al actor, diciendo: «Es un gran tipo... Era genial burlándose de sí mismo».
El equipo construyó una réplica de Hasselhoff de 750 libras (340,2 kg) y 12 libras (5,4 kg). La réplica de 100 000 dólares se guardaba en la casa del actor. Este comentó: «Me asustó porque era tan realista, con dientes, que cuando lo tocas parece piel de verdad. Es suave, como tu piel». Al terminar el rodaje, comentó: «Es ridículamente impresionante. ¿Qué vas a hacer con él?». Cuando el personal le preguntó si quería quedarse con la réplica, respondió: «Sí. De acuerdo». Filmó en agua fría, siendo arrastrado por un trineo durante nueve metros a través del mar; describió la experiencia como «fría pero muy divertida».
A finales de marzo de 2014, Hasselhoff puso la réplica en subasta junto con otros recuerdos coleccionados a lo largo de su carrera. Julien's Auctions se encargó de la venta, y se esperaba que el artículo se vendiera por entre 20 000 y 30 000 dólares. Sin embargo, el actor retiró el artículo pocos días antes de la subasta.

### Escenas eliminadas
Las versiones en DVD y Blu-ray incluyen animaciones de escenas eliminadas, como el encuentro de Bob Esponja y Patricio con Arenita Mejillas, una ardilla, en la superficie después de escapar de Ciudad Almeja. Patricio, molesto por su inusual aparición, vomita repetidamente. La ardilla es perseguida por exterminadores vestidos de negro, pero se defiende con bellotas. Informa a ambos que pueden regresar a Fondo de Bikini tomando un autobús en la playa. Esta idea fue utilizada más adelante en la segunda película, Bob Esponja: Un héroe fuera del agua (2015), donde Arenita se convierte en una ardilla gigante realista.
En 2013, el artista principal de storyboard, Sherm Cohen, publicó un panel de guion gráfico de una escena eliminada en la que Bob Esponja despierta de su sueño diciendo «¡WEEEEE!», mientras Mr. Krabs sostiene el sombrero de un gerente.

## Banda sonora

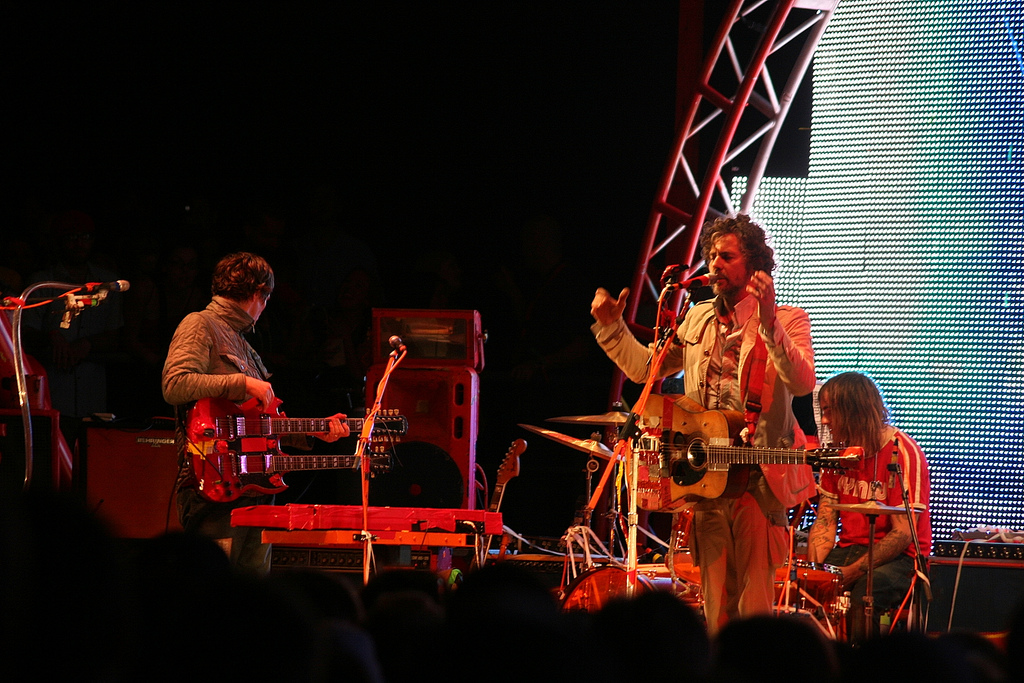
The Flaming Lips grabaron «SpongeBob & Patrick Confront the Psychic Wall of Energy».

Gregor Narholz compuso la partitura de la película y dirigió las sesiones de grabación en sonido envolvente 5.1 con la London Metropolitan Orchestra en los Abbey Road Studios de Londres. Fue contratado después de que el editor musical de la serie, Nick Carr, lo recomendara a Hillenburg tras haber trabajado juntos en la biblioteca Associated Production Music. Narholz fue galardonado en los premios ASCAP Film and Television Music Awards 2005 y recibió una nominación a la Música en una producción de animación en la 32.ª edición de los premios Annie.
El grupo de rock estadounidense The Flaming Lips grabó «SpongeBob And Patrick Confront the Psychic Wall of Energy» y rodó el video musical en Austin (Texas), dirigido por Wayne Coyne, miembro de la banda, y Bradley Beesley, cineasta. Coyne comentó que Hillenburg parecía ser fanático de las melodías raras de finales de los ochenta y principios de los noventa y quería evocarlas. Aunque sugirió un dueto con Justin Timberlake, Hillenburg se negó, mencionando que no quería artistas comerciales. La banda Wilco también contribuyó con la canción «Just a Kid», inspirada por un ambientador de Bob Esponja en el espejo retrovisor de Jeff Tweedy. Avril Lavigne grabó el tema principal para la banda sonora. Otros artistas que contribuyeron fueron Motörhead, con «You Better Swim», un derivado de su canción de 1992 «You Better Run»; Prince Paul con «Prince Paul's Bubble Party»; Ween con «Ocean Man»; y The Shins, con «They'll Soon Discover». Además, «The Best Day Ever», escrita por Tom Kenny (voz de Bob Esponja) y Andy Paley, apareció en la película y en la banda sonora. Kenny y Paley estaban trabajando en lo que sería el álbum cuando decidieron incluir la canción, que sonó durante los créditos finales.

## Mercadotecnia

### Promoción

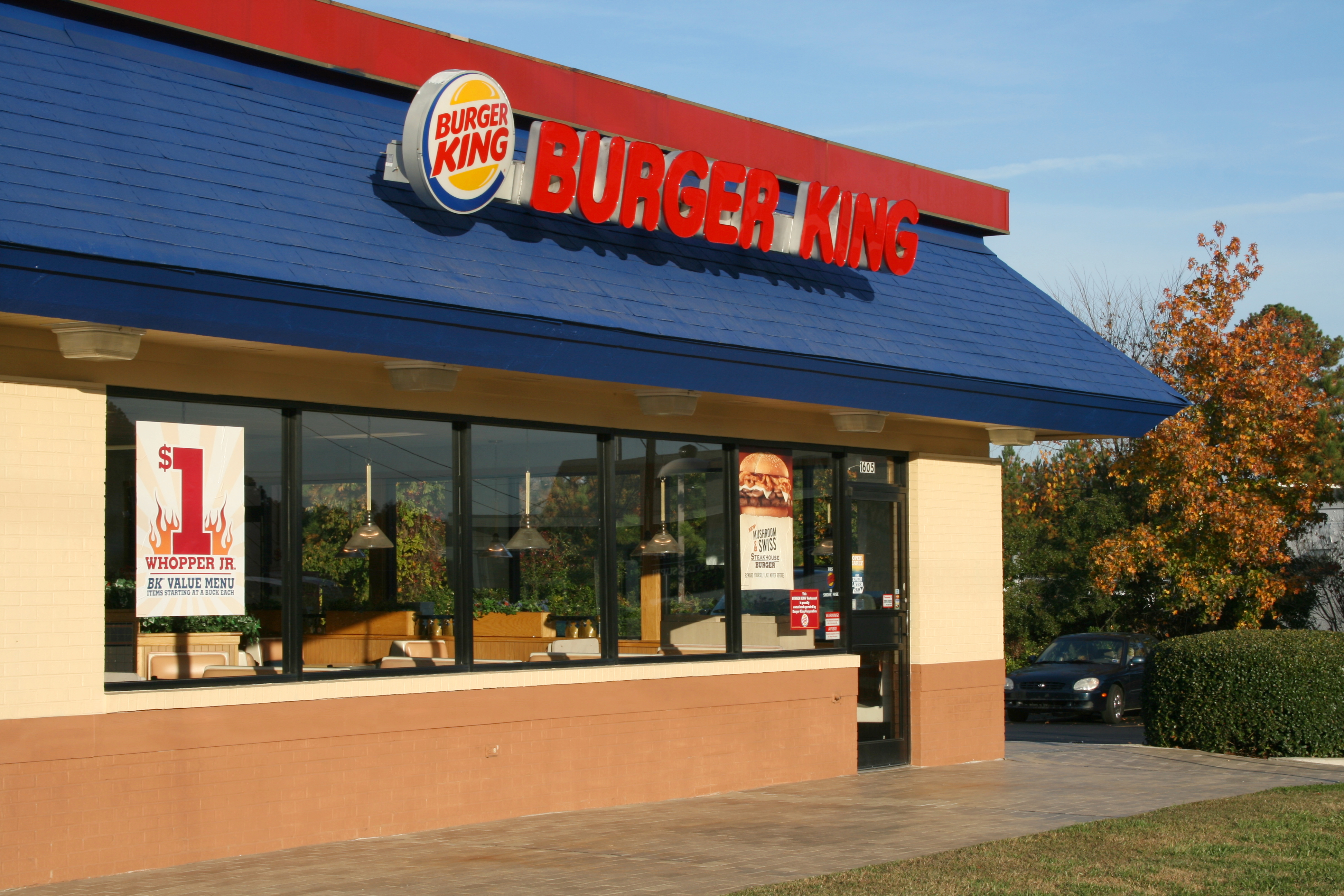
Los restaurantes Burger King eran socios de la película y ofrecían una serie de productos derivados.

Julia Pistor, coproductora de la película, dijo que aunque Nickelodeon (propietaria de la marca) quería vender mochilas, fiambreras y relojes de pulsera con la temática del personaje, respetó la integridad de Hillenburg y le cedió el control del merchandising. Según Pistor, no tenía ningún problema con los productos de golosinas y los helados —por su sencillez—, pero tenía inconvenientes con los vínculos con la comida rápida; según él, esta última estaba «llena de aditivos ocultos». Pistor dijo: «El problema es que no se puede salir con cintas de animación sin una asociación. La gente no te toma en serio». Hillenburg respondió: «Sí, bueno, mi opinión es que no deberíamos hacerlo. No queríamos convertirnos de repente en la personas que sirve alimento que no es tan buena para ti, especialmente para los niños. Trabajamos con Burger King, hacen juguetes y relojes. Pero dar el paso de promocionarlo, eso es cruzar la línea. No quiero ser el flautista de Hamelin de la comida rápida». Variety estimó el valor mediático en 150 millones de dólares.
Se promocionó en todo Estados Unidos. Nickelodeon se unió a Burger King para crear una línea de juguetes de doce figuras basada en la cinta, y unas 4 700 tiendas colocaron en sus tejados figuras hinchables de Bob Esponja de 9 pies (2,7 m) como parte de la publicidad —una de las mayores de la historia de la comida rápida—. Los clientes también podían comprar uno de los cinco relojes temáticos por 1,99 dólares con la venta de un alimento.
El 11 de noviembre de 2004, se informó de que varios hinchables habían sido robados de los tejados del restaurante en todo el país. El director de mercadotecnia, Russ Klein, declaró: «En cuanto a los motivos de estos aparentes "esponjamientos", sólo podemos especular. Recibimos una nota de rescate relacionada con la desaparición de uno en Minnesota». La cadena ofreció un año de sándwiches Whopper como recompensa por información que condujera a la devolución de los inflables robados. Uno de ellos se encontró atado a una barandilla en la línea de cincuenta yardas del campo de fútbol de una universidad de Iowa, y otro debajo de una cama en Virginia. Se halló una nota de rescate por un tercero: «Tenemos a Bob Esponja. Danos diez 
Cangreburguers, papas fritas y malteadas». Steven Simon y Conrad (C.J.) Mercure Jr. fueron detenidos tras robar un hinchable de un restaurante en el condado de St. Mary, Maryland. Aunque se enfrentan a una pena de hasta dieciocho meses de cárcel y una multa de quinientos dólares, Simon y Mercure dijeron estar orgullosos de lo que hicieron; Simon dijo: «Una vez que nos pilló la policía, dijimos: ahora podemos contárselo a todo el mundo». Al año siguiente, tomó «precauciones de seguridad adicionales» en respuesta al incidente, cuando los Stormtroopers de Star Wars de George Lucas vigilaron la entrega de juguetes en un Burger King de North Hollywood como parte de una promoción de La venganza de los Sith (2005).
Las Islas Caimán se unieron a Nickelodeon para crear la primera Escuela Marina de las Islas Caimán con Bob Esponja para el filme. La asociación fue anunciada por Pilar Bush, Subdirectora de Turismo de las Islas Caimán, el 10 de marzo de 2004. Como parte del acuerdo, se vio en las plataformas multimedia globales del canal, incluidas las emisiones, Internet y las revistas. Otros socios promocionales fueron Mitsubishi, Holiday Inn, Kellogg's y Perfetti Van Melle.
En 2005, Nickelodeon y Simon Spotlight publicaron un libro, Ice-Cream Dreams, en relación con la película. Ha sido escrito por Nancy E. Krulik e ilustrado por Heather Martinez, con Krulik y Derek Drymon como colaboradores.

### Bob Esponja la película300
El 15 de octubre de 2004, la película fue la primera en patrocinar una carrera de NASCAR: las 300 millas (482,8 km), Busch Series Bob Esponja la película en el Charlotte Motor Speedway de Carolina del Norte. Es la primera de este tipo en la que los niños que acudían al circuito podían escuchar una retransmisión radiofónica especial «para infantes».
Kyle Busch y Jimmie Johnson estrenaron en la competición un par de Chevrolet con temática del programa. El n.º 48 de Johnson tenía una imagen del protagonista en el capó, y el n.º 5 de Busch tenía a Patricio Estrella. Johnson dijo: «Esto suena tan bien que sé que hay muchas familias que estarán encantadas de que Lowe's haga esto. Lo mejor es que habrá algo para cada tipo de aficionado. Además, ¿cómo podemos equivocarnos con Bob Esponja ayudándonos en el coche?».

## Estreno

### Teatral
Bob Esponja: la película se estrenó el 14 de noviembre de 2004 en el Grauman's Chinese Theatre de Los Ángeles. Se lanzó en los Estados Unidos el 19 de noviembre. Entre los famosos que lo vieron con sus hijos se encontraban Ray Romano, Larry King, Ice Cube, Gary Dourdan y Lisa Kudrow. La alfombra fue un recuerdo de casa para Tom Kenny, el actor de voz del protagonista; dijo: «Tengo una hija de quince meses, así que no soy ajeno a las alfombras amarillas».

### Formato doméstico
La película ha sido lanzada en VHS y DVD el 1 de marzo de 2005, en ediciones de pantalla ancha y completa, por Paramount Home Entertainment. La versión en VHS es conocida por ser la última cinta de animación de Nickelodeon Movies que se editó en esa plataforma. Las características especiales del DVD incluyen un reportaje de dieciocho minutos, The Absorbing Tale Behind The SpongeBob SquarePants Movie, con entrevistas a la mayor parte del reparto principal y el equipo; un informe de quince minutos, Case of the Sponge «Bob», presentado por Jean-Michel Cousteau; un segmento animatic de veinte minutos con escenas con diálogos de los artistas originales, y el tráiler. Con motivo de su estreno, 7-Eleven sirvió una edición limitada de Under-the-Sea Pineapple Slurpee en marzo de 2005. Salió a la venta en un pack combinado de Blu-ray y DVD el 29 de marzo de 2011, junto con Charlotte's Web. Se reeditó en ambos formatos el 30 de diciembre de 2014. El 16 de julio de 2024 se publicó un Blu-ray Steelbook 4K Ultra HD para conmemorar el vigésimo aniversario.

## Recepción

### Taquilla
Bob Esponja: la película recaudó 9 559 752 dólares en su estreno en Estados Unidos, quedando en segundo lugar tras National Treasure (2004), que ganó 11 millones. Durante su primer fin de semana, obtuvo un total combinado de 32 018 216 dólares en 4300 pantallas de 3212 cines, con una media de 9968 dólares por sala (o 7446 por pantalla, también en segundo lugar tras National Treasure). La película experimentó una caída del 44 por ciento durante el fin de semana de Acción de Gracias y del 57 por ciento el siguiente. El primer fin de semana representó el 37,48 por ciento de la recaudación final. Se estrenó el 24 de marzo de 2005, pero no superó en recaudación a otros filmes de animación navideña como Los Increíbles (2004), con 261 441 092 dólares, y The Polar Express (2004), con 183 373 735 dólares. Sin embargo, fue rentable para Paramount Pictures y Nickelodeon Movies, con una ganancia de 85 417 988 dólares en Estados Unidos y 140 161 792 dólares a nivel mundial, frente a un presupuesto de 30 millones.

### Respuesta de la crítica
En el sitio web del agregador de reseñas Rotten Tomatoes, Bob Esponja: la película tiene un índice de aprobación del 68 % basado en 127 críticas, con una puntuación media de 6,3/10. El consenso señala que es «sorprendentemente tonta y entretenida tanto para niños como para sus padres». En Metacritic, que utiliza una media ponderada, obtuvo una calificación de 66 sobre 100 basada en 32 opiniones, indicando «críticas generalmente favorables». El público encuestado por CinemaScore le dio una calificación media de «B+» en una escala de A+ a F.
Roger Ebert, del Chicago Sun-Times, le otorgó tres estrellas sobre cuatro, describiéndola como «la Good Burger de la animación, que nos sumerge en una guerra de comida rápida con esponjas, estrellas de mar, cangrejos, diminutos plancton y el poderoso Rey Neptuno». Ed Park, de The Village Voice, escribió: «¿No hay Pixar? ¡No hay problema! Un imparable generador de buen humor, Bob Esponja tiene más chistes que El espantatiburones (2004) y suficiente alma como para superar a The Polar Express». Michael Rechtshaffen, de The Hollywood Reporter, la calificó positivamente, considerándola «una aventura animada más divertida que El espantatiburones y más encantadora que The Polar Express». Randy Cordova, de The Arizona Republic, comentó: «Al igual que la serie en la que se basa, es una creación divertida y disparatada». Jami Bernard, del New York Daily News, la puntuó con tres sobre cuatro, destacando que «no es Los Increíbles, pero Bob Esponja es una cosa dulce y tonta con una estética propia para niños». Will Lawrence, de Empire, le dio cuatro de cinco estrellas, llamándola «una película para infantes, estudiantes, fumetas, cualquiera que disfrute de un descanso de la realidad». Lisa Schwarzbaum, de Entertainment Weekly, le dio una calificación notable, afirmando: «Los mejores momentos de Bob Esponja son los más televisivos, un día más en la eternamente optimista sociedad submarina creada por Stephen Hillenburg». Desson Thomson, de The Washington Post, expresó: «Hay que amar al protagonista, la esponja más guay del mar, aunque tiene un aspecto sospechosamente manufacturado».
Carla Meyer, del San Francisco Chronicle, escribió: «Bob Esponja: la película mantiene el encanto bidimensional del popular dibujo animado de Nickelodeon, pero añade algunos trucos: un poco de 3D por aquí, un poco de David Hasselhoff por allá. Sin embargo, el atractivo de la serie nunca radicó en su aspecto visual. Cautivó a niños y adultos por su dulzura e ingenio, que también abundan aquí». A. O. Scott, de The New York Times, le dio una puntuación de cuatro sobre cinco: «Si estás cansado de fanfarronadas y arrogancia, Bob Esponja es tu hombre». Tom Maurstad, de The Dallas Morning News, también la calificó con un notable, destacando que «ser tan buena fue lo que llevó a hacer la cinta, y también la razón de que muchos episodios de la pequeña pantalla sean mejores que esta aventura en pantalla grande».
Algunas críticas elogiaron la aparición de David Hasselhoff. Jennifer Frey, de The Washington Post, escribió: «Ver los pelos de la espalda (y los muslos, y las pantorrillas) de Hasselhoff aumentados exponencialmente es quizá un poco espeluznante. Al igual que el filme, todo es muy divertido». Joshua Tyler, fundador de Cinema Blend, consideró su papel como «el mejor cameo cinematográfico que he visto desde que Fred Savage se metió un porro en la entrepierna y tocó un clarinete para encantar el humo resultante como una serpiente». David Edelstein, de Slate, criticó la trama, llamándola «un gran y pesado ancla que lastra la estructura argumental». Mike Clark, de USA Today, la calificó de «inofensiva, pero frente a una competencia mucho más exigente en los multicines, apenas llega a la categoría de OK al compararla con Los Increíbles». Un crítico de Time Out London comentó: «Quien espere algo más arriesgado quedará tristemente decepcionado». Todd McCarthy, en su reseña para Variety, dijo que «hace demasiada agua durante su extensa inmersión en el largometraje».
Aunque la película recibió opiniones mayoritariamente positivas por parte de la crítica y los fanáticos, muchos creen que la calidad del programa de televisión decayó tras su estreno. Los episodios emitidos antes fueron elogiados por su «asombrosa brillantez», mientras que los emitidos después se calificaron de «derrochadores de atención para niños», «tediosos», «aburridos», «basura», «deprimente meseta de mediocridad» y «de risa». Tras el lanzamiento de la película, los aficionados «empezaron a alejarse de la serie», lo que llevó a que los fansites «quedaran desiertos». Algunos creen que el descenso de audiencia en 2012 está relacionado con una disminución en la calidad de la serie, y que «el apoyo de los admiradores no es suficiente» para salvarla, ya que Stephen Hillenburg y muchos guionistas abandonaron el proyecto.

### Premios y nominaciones
| Año  | Premio                                                        | Categoría                                           | Nominados                | Resultado | Ref.            |
| ---- | ------------------------------------------------------------- | --------------------------------------------------- | ------------------------ | --------- | --------------- |
| 2005 | Premios Annie                                                 | Mejor película animada                              | Bob Esponja: la película | Nominado  | [ 136 ]         |
| 2005 | Premios Annie                                                 | Dirección en una producción de largometraje animado | Stephen Hillenburg       | Nominado  | [ 136 ]         |
| 2005 | Premios Annie                                                 | Música en una producción de largometraje animado    | Gregor Narholz           | Nominado  | [ 136 ]         |
| 2005 | Asociación Estadounidense de Compositores, Autores y Editores | Películas más taquilleras                           | Gregor Narholz           | Ganador   | [ 137 ]         |
| 2005 | Nickelodeon Australian Kids' Choice Awards                    | Película favorita                                   | Bob Esponja: la película | Ganador   | [ 138 ] [ 139 ] |
| 2005 | Premios Satellite                                             | Mejor largometraje de animación o de técnica mixta  | Bob Esponja: la película | Nominado  | [ 140 ]         |
| 2005 | Golden Trailer Awards                                         | Mejor animación/familiar                            | Bob Esponja: la película | Nominado  | [ 141 ]         |
| 2005 | Golden Trailer Awards                                         | Más original                                        | Bob Esponja: la película | Nominado  | [ 141 ]         |
| 2005 | Premios People's Choice                                       | Película animada favorita                           | Bob Esponja: la película | Nominado  | [ 142 ]         |
| 2005 | Premios Young Artist                                          | Mejor largometraje familiar – Animación             | Bob Esponja: la película | Nominado  | [ 143 ]         |
| 2006 | MTV Russia Movie Awards                                       | Mejor caricatura                                    | Bob Esponja: la película | Nominado  | [ 144 ]         |

### Proyecto de fanáticos
El 1 de mayo de 2022, en honor a Stephen Hillenburg, se lanzó en Internet The SpongeBob SquarePants Movie Rehydrated, un proyecto sin ánimo de lucro donde más de 300 artistas recrearon la animación y el audio de la película con estilos propios. Durante su estreno en YouTube, Paramount Global lo retiró por motivos de derechos de autor, lo que generó la tendencia #JusticeForSpongeBob en Twitter. Al día siguiente, el video fue restaurado.

## Videojuego
Un videojuego basado en la película se lanzó el 27 de octubre de 2004 para PlayStation 2, PC, Game Boy Advance, Xbox y GameCube; en 2005 llegó a Mac OS X y el 7 de febrero de 2012 a PlayStation 3. Heavy Iron Studios desarrolló la versión para consolas domésticas, mientras que WayForward Technologies se encargó de la de Game Boy Advance. THQ publicó ambas versiones.
El juego utilizó el mismo motor gráfico que SpongeBob SquarePants: Battle for Bikini Bottom, basado en RenderWare. Heavy Iron Studios mejoró los gráficos para lograr un aspecto más nítido e imaginativo, incrementó la cantidad de polígonos, añadió niveles de carreras e incluyó diversas criaturas. La trama, inspirada en la película, seguía a Bob Esponja y Patricio en una misión fuera de Fondo de Bikini para recuperar la corona de Neptuno. El 4 de octubre de 2004, THQ anunció el lanzamiento de una versión para móviles, desarrollada por Amplified Games. Paul Jelinek, vicepresidente de desarrollo de nuevos medios de Nickelodeon, afirmó: «THQ Wireless, uno de los principales editores de contenidos de entretenimiento inalámbricos, lleva la licencia del personaje a un público completamente nuevo. THQ ha sido un socio excepcional para Nickelodeon durante años, y esperamos mantener este nivel de excelencia con los próximos títulos para dispositivos móviles».

## Secuelas independientes

### Bob Esponja: Un héroe fuera del agua
La segunda película, anunciada en febrero de 2012, fue dirigida por Paul Tibbitt y escrita por Jonathan Aibel y Glenn Berger, con Stephen Hillenburg como productor ejecutivo y cocreador de la historia junto a Tibbitt. Paramount informó en junio de 2014 que su estreno sería el 6 de febrero de 2015. La trama muestra a Bob Esponja, Patricio, Calamardo, Mr. Krabs, Plancton y Arenita recuperando la fórmula secreta de las Cangreburguers, robada por un pirata, lo que les permite llegar a tierra firme.

### The SpongeBob Movie: Sponge on the Run
La tercera película, The SpongeBob Movie: Sponge on the Run, fue anunciada a finales de 2019 y estrenada el 14 de agosto de 2020 en Canadá y el 4 de marzo de 2021 en Paramount+ en Estados Unidos. Tim Hill dirigió el filme, mientras que Aaron Springer, Jonathan Aibel y Glenn Berger se encargaron del guion. La historia narra la misión de Bob Esponja y Patricio para rescatar a Gary y muestra cómo Bob Esponja conoció a Gary en Kamp Koral.

## Literatura
- Cerasini, Marc (2004). SpongeBob SquarePants Movie: A novelization of the hit movie! (en inglés). Simon Spotlight. ISBN 978-0689868405.